# Boca del Cufré
Cufré (en castellà i oficialment Boca del Cufré) és una localitat de l'Uruguai, ubicada al nord-oest del departament de San José, sobre el límit amb el departament de Colonia. És a 48 msnm. Té una població aproximada de 2.000 habitants.